# 菟野大伴
菟野 大伴（うの の おおとも）は、飛鳥時代の人物。姓は不詳。693年に典鑰の官にあり、盗みの罪で位を落とされ、解任された。

## 出自
後述の事件の文中に、菟野大伴ら犯人の姓は記されない。大伴男人ら別の事績が伝わる人物については、姓があったことが知られるので、菟野も無姓ではなく、罪人であるために省かれたようである。菟野氏は古くは宇努（ウヌ）とも記される朝鮮系渡来氏族だが、複数の系統があり、首姓・造姓は百済王族が、連姓は新羅王族が出自とされる。大伴がどの系統に属するか明らかでないが、天武天皇12年（683年）10月5日に連の姓を授けられた菟野馬飼造の一族、あるいは首姓の一族とする説がある。

## 事績
『日本書紀』の持統天皇7年（693年）4月22日条にのみ見える。この日、天皇の詔があり、内蔵允・大伴男人が坐贓の罪で位2階、典鑰の置始多久、菟野大伴が位1階を下げられ、みな解任された。典鑰は官の倉庫の鍵を管理する官職で、明記はされないものの、彼らは内蔵寮の倉庫から官物を盗んだようである。